# Ekstraliga baseballowa (2017)
Ekstraliga baseballowa 2017 – 33. edycja ekstraligi baseballowej, organizowana przez Polski Związek Baseballu i Softballu. Triumfatorem rozgrywek została Silesia Rybnik.

## Runda zasadnicza
| Lp. | Drużyna           | Mecze | Mecze | Mecze | Punkty | Punkty | Punkty |
| Lp. | Drużyna           | M     | W     | P     | +      | –      | +/–    |
| --- | ----------------- | ----- | ----- | ----- | ------ | ------ | ------ |
| 1.  | Silesia Rybnik    | 20    | 14    | 6     | 209    | 105    | +104   |
| 2.  | Centaury Warszawa | 20    | 14    | 6     | 185    | 92     | +93    |
| 3.  | Stal Kutno        | 20    | 13    | 7     | 206    | 105    | +101   |
| 4.  | Barons Wrocław    | 20    | 11    | 9     | 136    | 130    | +6     |
| 5.  | Dęby Osielsko     | 20    | 8     | 12    | 97     | 130    | -33    |
| 6.  | Yankees Działdowo | 20    | 0     | 20    | 30     | 300    | -270   |

|  | Awans do rundy play-off |

### Wyniki
| Gospodarz/Gość    | RYB  | WAR   | KUT  | WRO  | OSI  | DZI  |
| ----------------- | ---- | ----- | ---- | ---- | ---- | ---- |
| Silesia Rybnik    | —    | 12:10 | 7:6  | 7:0  | 15:0 | 10:6 |
| Silesia Rybnik    | —    | 5:13  | 6:4  | 6:8  | 25:2 | 21:2 |
| Centaury Warszawa | 18:1 | —     | 6:0  | 9:5  | 12:9 | 17:9 |
| Centaury Warszawa | 19:2 | —     | 2:5  | 4:6  | 1:0  | 7:12 |
| Stal Kutno        | 13:2 | 6:3   | —    | 8:2  | 16:1 | 3:9  |
| Stal Kutno        | 4:0  | 10:7  | —    | 2:10 | 21:4 | 9:15 |
| Barons Wrocław    | 10:1 | 3:4   | 0:12 | —    | 10:5 | 5:2  |
| Barons Wrocław    | 12:3 | 1:30  | 6:9  | —    | 0:10 | 7:8  |
| Dęby Osielsko     | 3:13 | 4:7   | 11:0 | 0:3  | —    | 1:16 |
| Dęby Osielsko     | 5:6  | 0:7   | 7:3  | 7:4  | —    | 2:13 |
| Yankees Działdowo | 2:20 | 0:20  | 3:13 | 0:8  | 3:16 | —    |
| Yankees Działdowo | 0:14 | 1:16  | 0:10 | 4:19 | 0:10 | —    |

Źródła: 

## Runda play-off
|  |           |                   |           |                   |   |       |                |       |
|  | Półfinały | Półfinały         | Półfinały |                   |   | Finał | Finał          | Finał |
|  | Półfinały | Półfinały         | Półfinały |                   |   | Finał | Finał          | Finał |
|  |           |                   |           |                   |   |       |                |       |
|  |           |                   |           |                   |   |       |                |       |
|  | 1         | Silesia Rybnik    | 3         |                   |   |       |                |       |
|  | 1         | Silesia Rybnik    | 3         |                   |   |       |                |       |
|  | 4         | Barons Wrocław    | 0         |                   |   |       |                |       |
|  | 4         | Barons Wrocław    | 0         |                   |   | 1     | Silesia Rybnik | 3     |
|  |           |                   |           |                   |   | 1     | Silesia Rybnik | 3     |
|  |           |                   | 2         | Centaury Warszawa | 2 |       |                |       |
|  | 2         | Centaury Warszawa | 2         | Centaury Warszawa | 2 | 3     |                |       |
|  | 2         | Centaury Warszawa |           |                   |   |       |                |       |
|  | 3         | Stal Kutno        | 0         |                   |   |       |                |       |
|  | 3         | Stal Kutno        | 0         | Mecz o 3. miejsce |   |       |                |       |
|  |           |                   |           |                   |   |       |                |       |
|  |           |                   |           |                   |   |       |                |       |
|  |           |                   |           |                   |   |       |                |       |
|  | 3         | Stal Kutno        | 3         |                   |   |       |                |       |
|  | 3         | Stal Kutno        | 3         |                   |   |       |                |       |
|  | 4         | Barons Wrocław    | 1         |                   |   |       |                |       |
|  | 4         | Barons Wrocław    | 1         |                   |   |       |                |       |

### Półfinały
Silesia Rybnik vs Barons Wrocław
| Data       | Gospodarz      | Wynik | Gość           | Przypisy |
| ---------- | -------------- | ----- | -------------- | -------- |
| 09.09.2017 | Silesia Rybnik | 8:2   | Barons Wrocław | [ 16 ]   |
| 10.09.2017 | Silesia Rybnik | 5:4   | Barons Wrocław | [ 16 ]   |
| 16.09.2017 | Barons Wrocław | 0:9   | Silesia Rybnik | [ 17 ]   |

Centaury Warszawa vs Stal Kutno
| Data       | Gospodarz         | Wynik | Gość              | Przypisy |
| ---------- | ----------------- | ----- | ----------------- | -------- |
| 09.09.2017 | Centaury Warszawa | 1:0   | Stal Kutno        | [ 16 ]   |
| 10.09.2017 | Centaury Warszawa | 4:1   | Stal Kutno        | [ 16 ]   |
| 16.09.2017 | Stal Kutno        | 1:2   | Centaury Warszawa | [ 17 ]   |

### Mecz o 3. miejsce
| Data       | Gospodarz      | Wynik | Gość           | Przypis |
| ---------- | -------------- | ----- | -------------- | ------- |
| 24.09.2017 | Stal Kutno     | 6:7   | Barons Wrocław | [ 18 ]  |
| 07.10.2017 | Stal Kutno     | 13:1  | Barons Wrocław | [ 19 ]  |
| 14.10.2017 | Barons Wrocław | 1:11  | Stal Kutno     | [ 20 ]  |
| 15.10.2017 | Barons Wrocław | 1:8   | Stal Kutno     | [ 20 ]  |

### Finał
| Data       | Gospodarz         | Wynik | Gość              | Przypis |
| ---------- | ----------------- | ----- | ----------------- | ------- |
| 24.09.2017 | Silesia Rybnik    | 1:2   | Centaury Warszawa | [ 18 ]  |
| 07.10.2017 | Centaury Warszawa | 2:1   | Silesia Rybnik    | [ 19 ]  |
| 14.10.2017 | Silesia Rybnik    | 9:1   | Centaury Warszawa | [ 20 ]  |
| 15.10.2017 | Silesia Rybnik    | 6:4   | Centaury Warszawa | [ 20 ]  |
| 21.10.2017 | Centaury Warszawa | 0:3   | Silesia Rybnik    | [ 21 ]  |

| Mistrz Polski 2017 Zwycięzcy |
| ---------------------------- |
| Silesia Rybnik 4. Tytuł      |